# Bówka

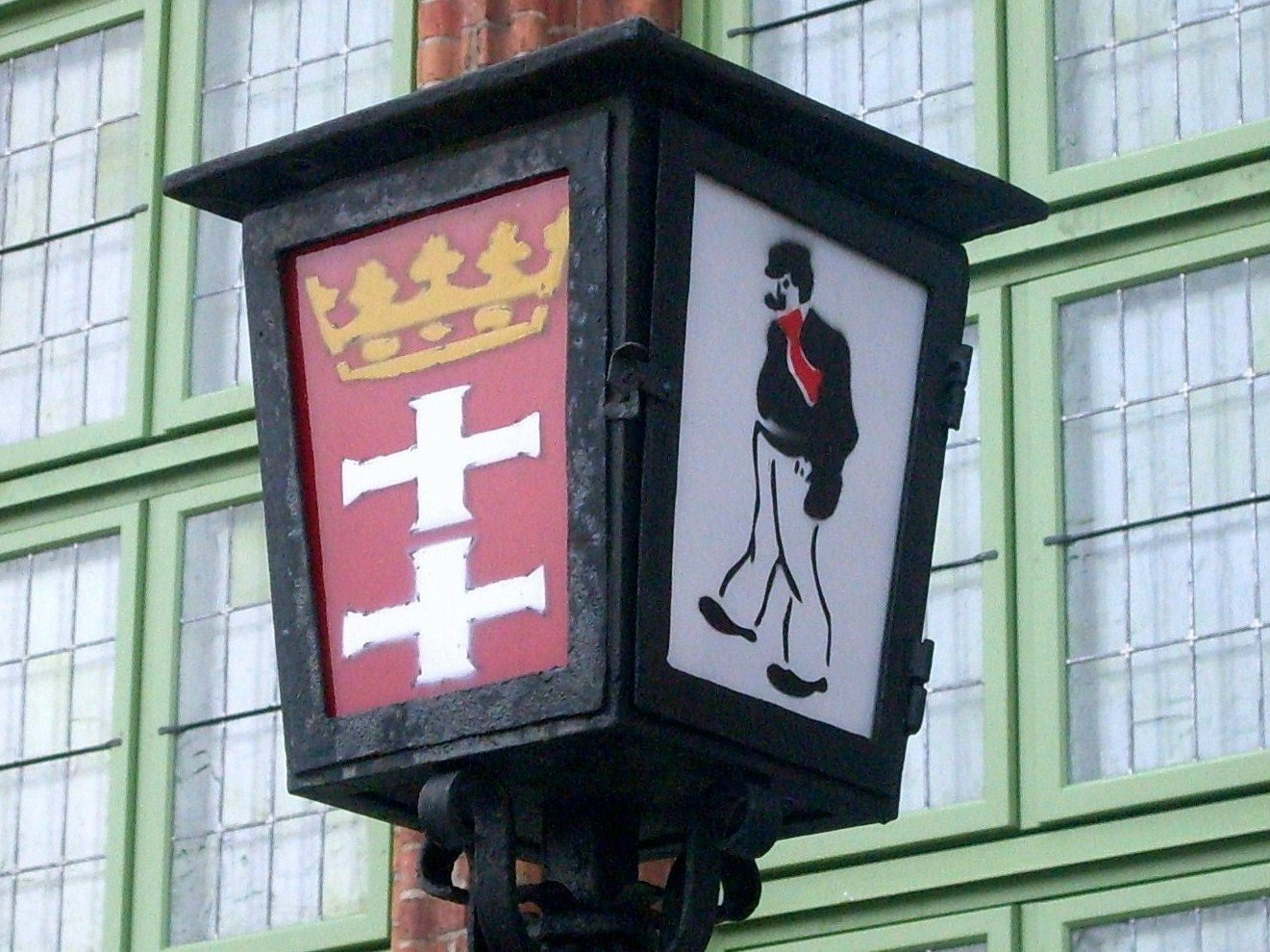
Herb Gdańska i artystyczna wizja wizerunku bówki

Bówka (bowke) – tradycyjna gdańska postać historyczna odwołująca się do kilku znaczeń. W pierwotnym założeniu do typowego dla portowej dzielnicy rzezimieszka i rozrabiaki „chętnie zaglądającego na dno butelki”, w okresie późniejszym do darmozjada, obiboka i niezbyt szkodliwego złodziejaszka, aż po niesfornego małego chłopca biegającego po nadmotławskich ulicach Gdańska. Do postaci bówki odwołują się w swojej twórczości Hieronim Derdowski, Brunon Zwarra, Günter Grass, Jan Daniel Falk, Walther Domansky, Andrzej Starzec.